# Lopinga achine
Lopinga achine, o simplemente lopinga, es una mariposa de la familia Nymphalidae, una de las más típicas mariposas de bosque en Europa.

## Identificación
Mariposa diurna de tamaño mediano (ala anterior: 24-28mm).
El ejemplar adulto posee alas de color pardo, en cuyo dorso se aprecian gruesos lunares postdiscales de color negro con orla leonada. En la cara ventral posee prominentes ocelos negros postdiscales de pupila blanca, al menos en el ala posterior, con orla amarilla; banda postdiscal amarilla en el ala anterior y blanca en la posterior.
La hembra es más clara y aparece más tarde que el macho. Además presenta ocelos de mayor tamaño en el anverso.

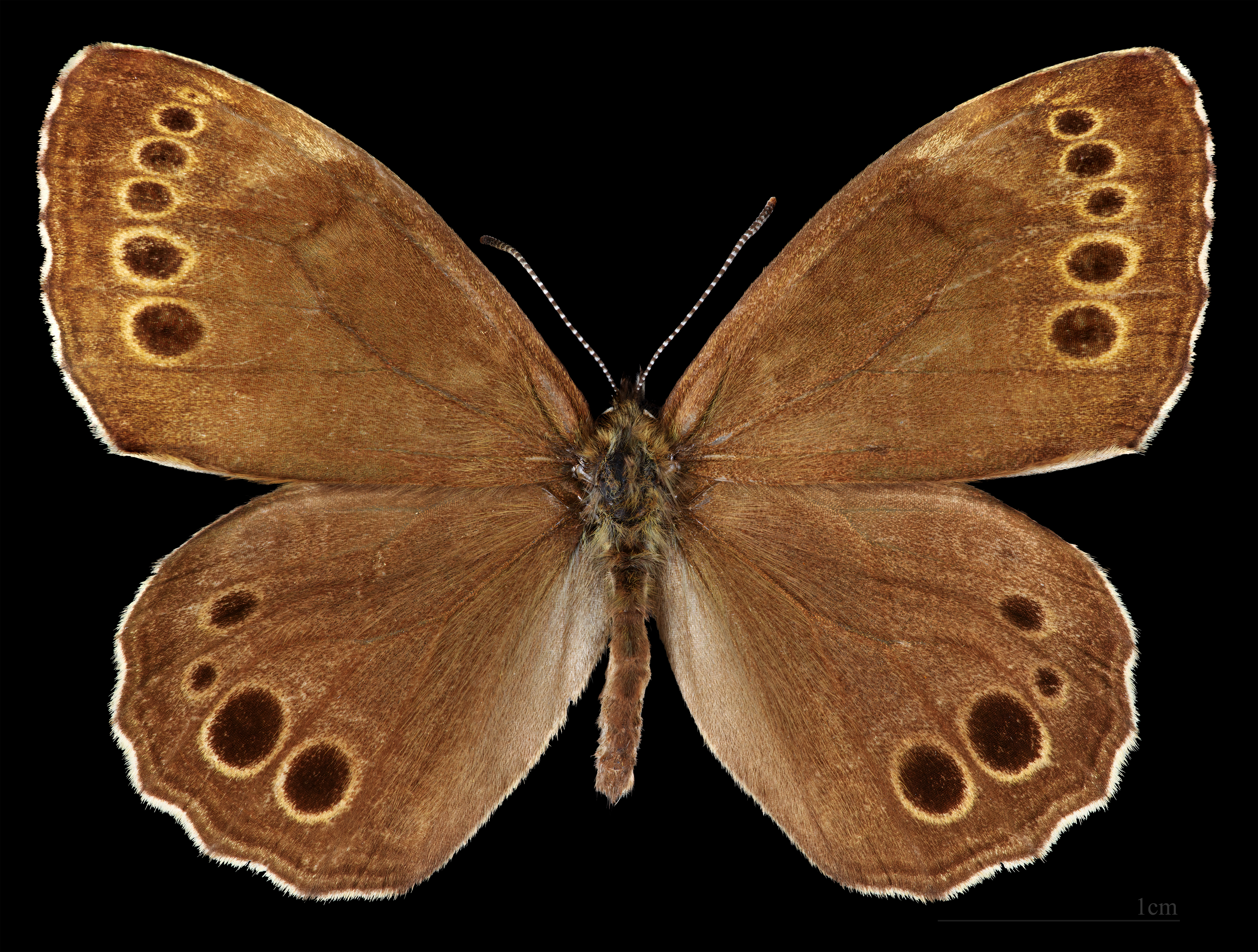
Lopinga achine ♂
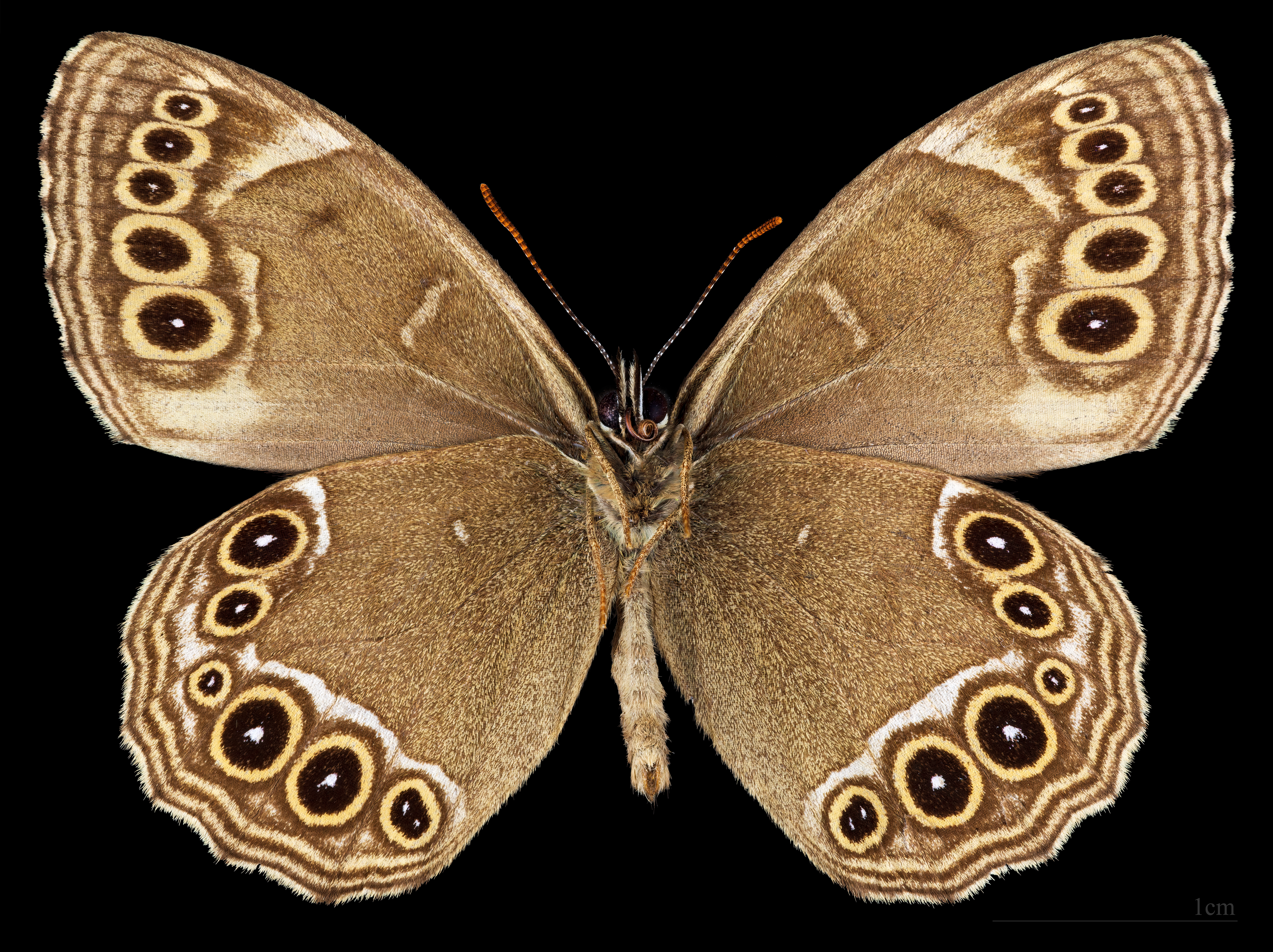
Lopinga achine ♂   △

## Distribución
La especie está ampliamente distribuida, aunque es poco común y está presente únicamente de manera local en la Europa continental.
En España tiene dos núcleos de población. Uno en los Picos de Europa (Asturias, Cantabria y León), y otro en la sierra Sálvada (Álava y Vizcaya, en el País Vasco).

## Hábitats
La lopinga se sele encontrar en claros de bosques templados y húmedos, con elevada cobertura arbórea: masas de hayedo, robledal y tilo. La mayoría de hábitats adecuados para la especie se han visto transformados en espacios cultivados o han sido dedicados a la jardinería.

## Ecología
Especie univoltina, con adultos desde finales de junio hasta mediados de julio. Las plantas nutricias de la oruga son gramíneas y ciperáceas.